# Aleksandr Grin
Aleksandr Grin (ros. Александр Грин), właśc. Aleksandr Stiepanowicz Griniewski (ur. 11 sierpnia?/23 sierpnia 1880 w Wiatce, zm. 8 lipca 1932 w Starym Krymie) – rosyjski pisarz pochodzenia polskiego, syn Rosjanki i Stefana Hryniewskiego (syna Euzebiusza), powstańca z 1863 roku z powiatu dziśnieńskiego, zesłanego w głąb Rosji; autor głównie opowiadań i powieści o tematyce fantastyczno-przygodowej. Uznanie zyskał dopiero po śmierci.
Ciężkie przeżycia i wiele niespełnionych marzeń pisarza, stają się w jego opowiadaniach tworzywem fabularnym urojonego świata, pełnego egzotyki i symbolicznej metaforyki; fantastycznej utopii i surrealnego konkretu. Fantazja autora powołuje niekiedy do życia bohaterów samotnie zmagających się z przeciwnościami losu i żywiołem natury, przypominających postacie kreowane przez Josepha Conrada.

## Twórczość
- Biegnąca po falach
- Migotliwy świat
- Droga do nikąd
- Opowiadania niesamowite, z ilustr. Daniela Mroza, 1971
- Szkarłatne żagle, zawiera oprócz tytułowej powieści:
  - Żmija
  - Komendant portu
  - Sto wiorst z biegiem rzeki
  - Gniew ojca
  - Poszukiwacz przygód
  - Fandango (mikropowieść)